# 군도 왕국
군도 왕국(Kingdom of the Isles)이란 오늘날의 헤브리디스 제도, 클라이드 군도, 맨섬으로 이루어진, 9세기에서 13세기 사이에 존재한 정체이다. 노르드어로는 "남방 군도"라는 뜻의 수드레위야르(고대 노르드어: Suðreyjar)라고 했다. 한편 북쪽의 오크니와 셰틀랜드는 "북방 군도"라는 뜻의 노르드레위야르(고대 노르드어: Norðreyjar)라고 했다. 군도 왕국에 대한 역사적 기록은 불완전하며, 이 왕국이 존재기간 내내 연속적 정체로서 존재한 것은 아니었다. 군도 왕국의 지배자들은 대개 노르웨이, 아일랜드, 잉글랜드, 스코틀랜드, 오크니 등지의 군주를 상전으로 모셨으나 때때로 외부로부터 독립적일 때도 있었다. 군도 왕국의 영토를 두고 분쟁이 일어나기도 했다. 군도 왕국의 섬들의 면적은 다 해서 8,300 평방킬로미터 정도이고, 남북으로 500 킬로미터 정도 뻗어 있었다.
8세기 말 이 일대에 바이킹들이 영향을 끼치기 시작했고, 군도 왕국의 초기 역사에 이바르 왕조가 중요한 역할을 했음은 의심의 여지가 없다. 그러나 10세기 중반까지의 군주들의 이름이나 사건의 일자들의 기록은 신뢰성이 조금 떨어진다. 아일랜드의 지배자들과 군도 왕국의 왕들 사이는 적대적이었고, 이 사이에 노르웨이 왕이 직접적으로 또는 자기 봉신인 오크니 백작을 통해 간접적으로 개입하는 것이 여러 차례 반복되었다.
11세기 말 노르웨이의 왕인 망누스 3세가 군도 왕국을 침공하면서 일시적으로 군도는 노르웨이의 직접 지배하에 놓였다. 그러나 얼마 안 가서 구드뢰드 크로반의 후손들(크로반 왕주)이 지배권을 되찾고 더 나아가 독립적 주권을 확보했다. 이러한 중흥은 1164년 왕 수마를리디가 죽으면서 끝났다. 수마를리디 사후 왕국은 두쪽으로 분열되었고, 이후 1세기도 되지 않아 1255년 퍼스 조약으로 군도는 스코틀랜드 왕국의 일부로 흡수된다.